# Tomoko Igata
Tomoko Igata (井形とも子?  30 de octubre de 1965 en Toquio) es una expiloto de motociclismo japonesa. Es conocida por ser la segunda piloto detrás de Taru Rinne en competir un Gran Premio de motociclismo.

## Motorcycle racing career
Igata compitió en la carrera de 125cc del All Japan Road Race Championship desde 1991 a 1993, acabando entre los diez primeros en todas las ocasiones. Su mejor resultado fue un sexto puesto en 1991. En 1992 Igata hizo su debut en el Mundial en el Suzuka con una wild card donde sobrevivió donde sobrevivió a la traicionera pista mojada terminando 20 y atrayendo la atención de los medios.
En 1994 se inscribió para un Campeonato Mundial completo de 125cc con el equipo FCC Technical Sports compitiendo con un Honda RS125. Igata ganó inmediatamente dos puntos en la primera carrera en Australia y corrió una carrera impresionante en Suzuka, pero se lesionó en un choque en el Gran Premio de Austria y fue reemplazada por su compañera de equipo en el campeonato japonés Tomomi Manako. Regresó hacia el final de la temporada para terminar 28 en el Campeonato.
Igata compitió otra vez en 1995 donde consiguió su mejor resultado una séptima plaza en Gran Premio de la República Checa después de haber ocupado en ocasiones en la quinta plaza durante la carrera. EL la mujer piloto que más alto ha acabado en una carrera en la historia del Mundial.
Igata subsequently returned to Japanese racing in the 125cc class but without major success.

## Resultados
Sistema de puntuación de 1993 en adelante:
| Posición | 1.º | 2.º | 3.º | 4.º | 5.º | 6.º | 7.º | 8.º | 9.º | 10.º | 11.º | 12.º | 13.º | 14.º | 15.º |
| Puntos   | 25  | 20  | 16  | 13  | 11  | 10  | 9   | 8   | 7   | 6    | 5    | 4    | 3    | 2    | 1    |

(Carreras en negrita indica pole position, carreras en cursiva indica vuelta rápida)

| Año  | Cat.  | Moto  | 1      | 2       | 3       | 4       | 5       | 6      | 7      | 8      | 9       | 10     | 11     | 12      | 13      | 14     | Pts. | Pos. |
| ---- | ----- | ----- | ------ | ------- | ------- | ------- | ------- | ------ | ------ | ------ | ------- | ------ | ------ | ------- | ------- | ------ | ---- | ---- |
| 1992 | 125cc | Honda | JAP 20 | AUS -   | MAL -   | ESP -   | ITA -   | EUR -  | ALE -  | NED -  | HUN -   | FRA -  | GBR -  | BRA -   | RSA -   |        | 0    | -    |
| 1994 | 125cc | Honda | AUS 14 | MAL Ret | JPN Ret | SPA Ret | AUT Ret | GER -  | NED -  | ITA -  | FRA Ret | GBR 19 | CZE 12 | USA 23  | ARG Ret | EUR 15 | 7    | 28.º |
| 1995 | 125cc | Honda | AUS 14 | MAL 8   | JPN 18  | SPA 25  | GER Ret | ITA 16 | NED 11 | FRA 13 | GBR 16  | CZE 7  | BRA 17 | ARG Ret | EUR Ret |        | 23   | 20.º |